# Diameter

De lengte van de lijn is de diameter van de cirkel

De diameter (in België ook doormeter) van een cirkel of bol is de lengte van de rechte lijn die kan worden getrokken tussen twee punten op de bol of de cirkel en door het middelpunt hiervan. Deze lengte is de grootst mogelijke afstand tussen twee punten op bol of cirkel. Afstanden die worden gemeten langs de cirkellijn of het boloppervlak worden omtrek genoemd.
De diameter van een cilinder is de diameter van een loodrechte doorsnede ervan.
De diameter is een bijzondere vorm van een koorde van bol of cirkel, namelijk die met de grootste lengte. Het woord diameter is ontleend aan het Grieks διάμετρος (diametros), van δια- (dia-) = door + μέτρον (metron) = maat.
Diameter heet in het Nederlands ook middellijn – een oorspronkelijk Nederlands woord bedacht door Simon Stevin. De middellijn van een cirkel is zowel een lijn (een koorde die het middelpunt van de cirkel snijdt) als de lengte van die lijn.
De diameter is gelijk aan 2 × de straal.
De omtrek van een bol of cirkel is gelijk aan π × de diameter.

## Doorsnede
In het Nederlands wordt tevens vaak de term doorsnee of doorsnede gebruikt voor diameter of middellijn. Vanwege dit gebruik staat het zelfs zo in de Van Dale, terwijl dit meetkundig gezien niet correct is. De doorsnede is namelijk de oppervlakte van het snijvlak.

## Rond
Op technische tekeningen wordt de diameter vaak aangegeven met een ⌀, die als "rond" wordt uitgesproken.
⌀ 1000 → rond duizend = een diameter van 1000 mm (= 1 m)

## Gebruik
De diameter is een gebruikelijke maat om de grootte van de cirkel te specificeren. De maat van boren en buizen wordt vrijwel zonder uitzondering gespecificeerd met de diameter. De reden hiervan is dat de diameter eenvoudig en direct te meten is. Voor buizen wordt soms ook de binnendiameter opgegeven. Ook de afmeting van een schroef wordt als diameter gegeven. Zo betekent M5 dat de schroef Metrisch is, met een diameter van 5 mm.

## Generalisatie
De  van een deelverzameling van een metrische ruimte is het supremum van alle afstanden tussen twee punten. In het geval van een cilindervormig object (bijvoorbeeld een buis of een kabel) wordt ook wel bedoeld de diameter van de doorsnede (zie ook hierboven).